# Dubiaranea varia
Dubiaranea varia là một loài nhện trong họ Linyphiidae. Loài này được phát hiện ở Peru.